# Zmarli w roku 1920
Lista osób zmarłych w 1920:

## styczeń 1920
- 1 stycznia – Zygmunt Gorazdowski, polski duchowny katolicki, założyciel Zgromadzenia Sióstr św. Józefa, święty[1]
- 2 stycznia – Paul Adam, pisarz francuski[2]
- 3 stycznia – Zygmunt Janiszewski, polski matematyk, jeden z czołowych przedstawicieli warszawskiej szkoły matematycznej[3]
- 4 stycznia – Benito Pérez Galdós, pisarz hiszpański[4]
- 7 stycznia – Edmund Barton, australijski polityk i prawnik, pierwszy premier Australii[5]
- 24 stycznia – Amedeo Modigliani, malarz, rysownik i rzeźbiarz włoski, pochodzenia żydowskiego[6]
- 26 stycznia – Jeanne Hébuterne, francuska artystka[7]

## luty 1920
- 7 lutego – Aleksandr Kołczak (ros. Александр Васильевич Колчак), admirał rosyjski, badacz polarny, był jednym z organizatorów oraz przywódców białej armii[8]
- 20 lutego:
  - Hiacynta Marto, świadek objawienia w Fatimie, święta katolicka[9]
  - Robert Edwin Peary, amerykański podróżnik i odkrywca; najprawdopodobniej był pierwszą osobą, która dotarła do geograficznego bieguna północnego[10]
- 23 lutego – Aleksandr Iljinski, rosyjski kompozytor[11]

## marzec 1920
- 1 marca – Josef Trumpeldor, syjonistyczny aktywista, znany ze współudziału w organizacji Legionu Żydowskiego[12]

## kwiecień 1920
- 5 kwietnia – Rudolf Zuber, polski geolog i podróżnik, specjalista ds. poszukiwań złóż ropy naftowej[13]
- 9 kwietnia – Moritz Benedikt Cantor, niemiecki historyk matematyki[14]
- 12 kwietnia – Teresa od Jezusa z Andów, chilijska karmelitanka, święta katolicka[15]
- 19 kwietnia – Salomon Pollak, żydowski finansista, działacz społeczny, filantrop i radca cesarski[16]
- 20 kwietnia – Dmitrij Iwanowski (ros. Дмитрий Иосифович Ивановский), botanik i mikrobiolog rosyjski, odkrywca wirusów[17]
- 26 kwietnia – Srinivasa Ramanujan, matematyk hinduski[18]

## maj 1920
- 1 maja – Małgorzata z Connaught, księżniczka brytyjska i szwedzka[19]
- 15 maja – Olof Mark, szwedzki żeglarz, olimpijczyk[20]
- 16 maja – Levi Morton, polityk amerykański, wiceprezydent Stanów Zjednoczonych[21]
- 21 maja
  - Venustiano Carranza, polityk meksykański, jeden z głównych przywódców rewolucji meksykańskiej, prezydent Meksyku[22]
  - Eleanor H. Porter, pisarka amerykańska[23]
- 23 maja
  - Svetozar Boroević von Bojna, austro-węgierski feldmarszałek[24]
  - Janusz Olszamowski, porucznik kawalerii Wojska Polskiego, kawaler Virtuti Militari[25]
- 27 maja – Andrzej Przerwanek, sierżant Wojska Polskiego, kawaler Virtuti Militari[26]

## czerwiec 1920
- 6 czerwca – Piotr Osiadły, sierżant Wojska Polskiego, odznaczony Orderem Virtuti Militari (ur. 1901)
- 13 czerwca – Esad Pasza Toptani, oficer armii tureckiej, polityk albański[27]
- 14 czerwca – Max Weber, niemiecki socjolog, ekonomista[28]
- 18 czerwca – Jewett W. Adams, polityk amerykański, gubernator stanu Nevada[29]
- 25 czerwca – Ludwik Rydygier, polski lekarz, chirurg, profesor doktor medycyny, generał brygady Wojska Polskiego[30]
- 26 czerwca – Wanda Burdon, wywiadowczyni i łączniczka Polskiej Organizacji Wojskowej, dama Orderu Virtuti Militari[31]

## lipiec 1920
- 1 lipca – Delfim Moreira, brazylijski polityk[32]
- 5 lipca – Max Klinger, niemiecki symbolista, malarz, rzeźbiarz i grafik
- 10 lipca – John Arbuthnot Fisher, brytyjski admirał[33]
- 11 lipca – Eugenia (cesarzowa francuska) (Eugenia de Montijo), ostatnia monarchini francuska[34]

## sierpień 1920
- 6 sierpnia – Stefan Bastyr, polski lotnik wojskowy[35]
- 8 sierpnia – Michał Śledziona, podporucznik piechoty Wojska Polskiego, kawaler Orderu Virtuti Militari (ur. 1895)
- 14 sierpnia – Ignacy Skorupka, ksiądz katolicki, kapelan Wojska Polskiego[36]
- 15 sierpnia – Stefan Pogonowski, porucznik piechoty Wojska Polskiego[37]
- 16 sierpnia – Norman Lockyer, brytyjski astronom[38]
- 19 sierpnia – Adam Leśniewski, podporucznik artylerii Wojska Polskiego (ur. 1896)
- 21 sierpnia – Teodor Chmielowski, major artylerii Wojska Polskiego, działacz niepodległościowy, kawaler Orderu Virtuti Militari[39]
- 22 sierpnia – Anders Zorn, szwedzki malarz[40]
- 31 sierpnia – Wilhelm Wundt, psycholog i filozof niemiecki[41]

## wrzesień 1920
- 7 września – Simon-Napoléon Parent, kanadyjski polityk, premier prowincji Quebec[42]
- 16 września – Sławomir Użupis, kapitan piechoty Wojska Polskiego[43]
- 23 września:
  - Witold Sulimirski, polski oficer, kawaler Orderu Virtuti Militari (ur. 1899)
  - Zygmunt Szpiegel, polski podoficer, kawaler Orderu Virtuti Militari (ur. ?)
- 24 września
  - Inessa Armand, rosyjska komunistka pochodzenia francuskiego, kochanka Włodzimierza Lenina[44]
  - Peter Carl Fabergé, rosyjski jubiler i dekorator, autor słynnych jajeczek Fabergé[45]

## październik 1920
- 2 października – Max Bruch, niemiecki kompozytor i dyrygent[46]
- 18 października – Józef Korczak, poeta, działacz niepodległościowy[47]
- 19 października – John Reed, amerykański dziennikarz i komunista[48]
- 22 października – Maria Aleksandrowna Romanowa, wielka księżna Rosji, księżna Edynburga, księżna Saxe-Coburg-Gotha[49]
- 25 października – Aleksander Grecki, król Grecji[50]
- 30 października – Anna Węgrzynowska, wywiadowczyni Polskiej Organizacji Wojskowej, dama Orderu Virtuti Militari[51]

## listopad 1920
- 8 listopada – Szymon An-ski (jid. שלמה זײַנװל ראַפּאָפּאָרט), żydowski pisarz, publicysta[52]
- 24 listopada – Alexandru Macedonski, rumuński poeta i prozaik[53]